# فرودگاه آژاکس
فرودگاه آژاکس (به انگلیسی: Ajax Airport) یک فرودگاه خصوصی است که یک باند فرود خاک دارد و طول باند آن ۷۶۲ متر است. این فرودگاه در کشور ایالات متحده آمریکا  قرار دارد و در ارتفاع ۶۵۹ متری از سطح دریا واقع شده‌است.